# 南非海魴
南非海魴（学名：Zeus capensis）是輻鰭魚綱海魴目的鯛科的其中一種。其种加词“capensis”意为“南非开普省的/好望角的”。

## 分布
本种分布於西印度洋區，從莫三比克至南非開普敦海域，棲息深度35-200公尺。

## 形态
體銀灰色，背鰭基部有一黑色圓斑，背鰭硬棘9-10枚，背鰭軟條22-24枚，臀鰭硬棘4枚，臀鰭軟條20-22枚，體長可達90公分。

## 习性
棲息在中底層水域，屬肉食性，以頭足類、魚類及甲殼類等為食。

## 经济利用
可做為食用魚。